# 필리핀 U-23 축구 국가대표팀
필리핀 U-23 축구 국가대표팀은 필리핀을 대표하는 23세 이하 축구 국가대표팀으로 필리핀 축구 연맹에서 관리하며 현재까지 하계 올림픽과 아시안 게임, AFC U-23 아시안컵 본선 경험은 전무하다.

## 국제 대회 경력

### 동남아시아 경기 대회
2005년 대회에 처음 참가한 이래 현재까지 6번의 대회에 참가하여 6번의 대회에서 모두 조별리그 탈락의 고배를 마셨지만 그나마 홈에서 열린 2019년 대회에서 2승 1무 1패·최종 6위로 성인대표팀과 U-23 대표팀을 통틀어 필리핀 축구 역사상 동남아시아 경기 대회 역대 최고 성적을 거두었다.

### 아세안 U-23 챔피언십
아세안 U-23 챔피언십에는 5번의 대회에 모두 참가하여 이전 4번의 대회에서는 조별리그에서 탈락했으나 2025년 대회에서 4강에 오르며 마침내 5번의 대회만에 조별리그 통과에 성공했다.

## 주요 대회 성적

### 올림픽
| 연도                                       | 결과      | 경기      | 승        | 무        | 패        | 득점      | 실점      |
| ------------------------------------------ | --------- | --------- | --------- | --------- | --------- | --------- | --------- |
| 모든 연령의 선수 참가에서 23세 이하로 변경 |           |           |           |           |           |           |           |
| 1992년                                     | 예선 탈락 | 예선 탈락 | 예선 탈락 | 예선 탈락 | 예선 탈락 | 예선 탈락 | 예선 탈락 |
| 1996년                                     | 불참      | 불참      | 불참      | 불참      | 불참      | 불참      | 불참      |
| 2000년                                     | 예선 탈락 | 예선 탈락 | 예선 탈락 | 예선 탈락 | 예선 탈락 | 예선 탈락 | 예선 탈락 |
| 2004년                                     | 불참      | 불참      | 불참      | 불참      | 불참      | 불참      | 불참      |
| 2008년                                     | 불참      | 불참      | 불참      | 불참      | 불참      | 불참      | 불참      |
| 2012년                                     | 불참      | 불참      | 불참      | 불참      | 불참      | 불참      | 불참      |
| 2016년                                     | ?         |           |           |           |           |           |           |
| 합계                                       | 0/6       | 0         | 0         | 0         | 0         | 0         | 0         |

### 아시안 게임
| 아시안 게임 기록 | 아시안 게임 기록 | 아시안 게임 기록 | 아시안 게임 기록 | 아시안 게임 기록 | 아시안 게임 기록 | 아시안 게임 기록 | 아시안 게임 기록 | 아시안 게임 기록 | 아시안 게임 기록 |
| 년도             | 결과             | 순위             | 경기             | 승               | 무*              | 패               | 득점             | 실점             | 승점             |
| ---------------- | ---------------- | ---------------- | ---------------- | ---------------- | ---------------- | ---------------- | ---------------- | ---------------- | ---------------- |
| 2002년           | 불참             | 불참             | 불참             | 불참             | 불참             | 불참             | 불참             | 불참             | 불참             |
| 2006년           | 불참             | 불참             | 불참             | 불참             | 불참             | 불참             | 불참             | 불참             | 불참             |
| 2010년           | 불참             | 불참             | 불참             | 불참             | 불참             | 불참             | 불참             | 불참             | 불참             |
| 2014년           | 불참             | 불참             | 불참             | 불참             | 불참             | 불참             | 불참             | 불참             | 불참             |
| 합계             | 4회 출전(4/17)   | 8강(1회)         | 11               | 1                | 0                | 10               | 7                | 64               | 3                |

### AFC U-23 아시안컵
| 연도   | 결과      | 경기      | 승        | 무        | 패        | 득점      | 실점      |
| ------ | --------- | --------- | --------- | --------- | --------- | --------- | --------- |
| 2014년 | 예선 탈락 | 예선 탈락 | 예선 탈락 | 예선 탈락 | 예선 탈락 | 예선 탈락 | 예선 탈락 |
| 2016년 | 예선 탈락 | 예선 탈락 | 예선 탈락 | 예선 탈락 | 예선 탈락 | 예선 탈락 | 예선 탈락 |
| 2018년 | 예선 탈락 | 예선 탈락 | 예선 탈락 | 예선 탈락 | 예선 탈락 | 예선 탈락 | 예선 탈락 |
| 2020년 | 예선 탈락 | 예선 탈락 | 예선 탈락 | 예선 탈락 | 예선 탈락 | 예선 탈락 | 예선 탈락 |
| 합계   | 0/4       | 0         | 0         | 0         | 0         | 0         | 0         |

- 참고: AFC U-23 아시안컵이 하계 올림픽 아시아 지역 예선 역할을 한다.

## 같이 보기
- 필리핀 축구 국가대표팀
- 필리핀 여자 축구 국가대표팀